# Litto Nebbia

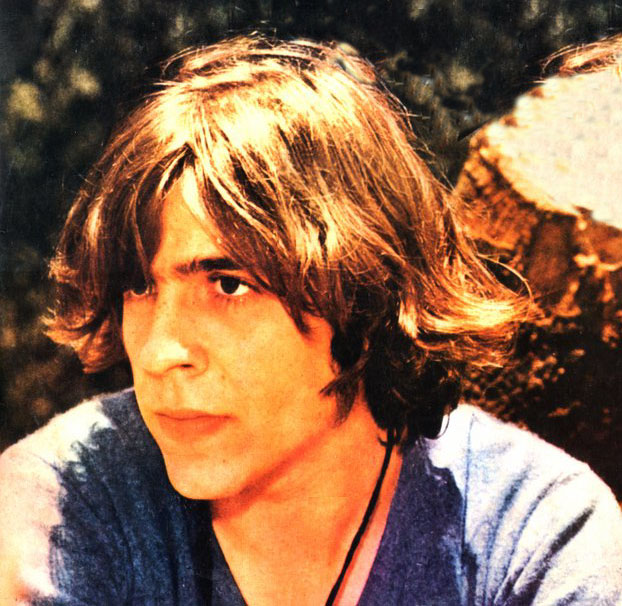
Litto Nebbia, 1969

Litto Nebbia (* 21. Juli 1948 in Rosario; richtiger Name Félix Francisco Nebbia Corbacho) ist ein argentinischer Rocksänger und Tangomusiker und einer der Pioniere der Rockmusik im spanischsprachigen Raum.
Nebbia gründete Anfang der 1960er Jahre die Tango-Rock-Band Los Gatos Salvajes, die ab 1967 als Los Gatos auftrat. Er wirkte hier vorwiegend als Sänger und Komponist. 1967 nahm er mit den Los Gatos eine Single mit dem Titel La Balsa des Sängers und Multiinstrumentalisten Tanguito auf, die mehr als 200 000 Mal verkauft wurde. Nach diesem Erfolg begann Nebbia eine Solokarriere, 1969 erschien sein erstes Soloalbum unter dem Titel Litto Nebbia. Die Los Gatos lösten sich 1971 auf.
Anfang der 1970er Jahre gründete er die Gruppe Huinca für experimentelle Musik mit Oscar Moro, Cacho Lafalce und Gabriel Ranelli, 1973 das Litto Nebbia Trio, eine Jazzformation. Während der Militärdiktatur in Argentinien wanderte Nebbia 1976 nach Mexiko aus, wo er sein bekanntestes Lied Sólo se trata de vivir komponierte. Anfang der 1980er Jahre kehrte er nach Argentinien zurück und gab im Mai 1983 ein Konzert mit Juan Carlos Baglietto, Silvina Garre, Fito Paez und Jorge Fandermote.
1986 erschien Nebbias fünfzigstes Album. Bei seinem Label Melopea (gegründet 1974) veröffentlichte Nebbia etwa 200 Aufnahmen von Musikern wie Juan Carlos Cobián, Enrique Cadícamo, Roberto Goyeneche und Gustavo Cuchi Leguizamón. 1994 erschien ein Biographie Nebbias auf der vierteiligen CD Paginas De Vida. 1995 nahm er das Album
Nebbia Canta Cadícamo mit Tangos von Enrique Cadícamo auf. 2007 beteiligte er sich an der Neugründung der Gruppe Los Gatos.

## Diskographie
- Litto Nebbia, 1969
- Litto Nebbia, Vol. 2: Hijo de America, 1970
- Nebbia's Band, 1971
- Despertemos en America, 1972
- Muerte en La Catedral, 1973
- Melopea, 1974
- Fuera del Cielo, 1975
- Bazar de Los Milagros, 1976
- Cosas Que No Quieren Morir, 1976
- El Vendedor De Promesas. 1977
- Canciones Para Cada Uno, Vol. 1, 1978
- Canciones Para Cada Uno, Vol. 2, 1979
- Toda Cancion Sera Plegaria, 1979
- Creer, 1980
- 1981, 1981
- Solo Se Trata De Vivir. 1981
- Solopiano, Vol. 1, 1981
- Tres Noches en la Trastienda, 1981
- Llegamos De Los Barcos, 1982
- Solopiano, Vol. 2, 1982
- Canciones Para Conocernos Mas, 1983
- La Guerra No Sabe, 1983
- 1992, 1984
- Con La Banda Sinfonica Nacional, 1984
- Para Que Se Encuentren Los Hombres, 1984
- En Brasil, Aqui Y Ahora, 1985
- Luna Caliente, 1985
- Demasiadas Maneras de No Saber Nada, 1986
- Musiquieros, 1987
- Buscando en el Bolsillo del Alma, 1988
- Nostalgias del Harlem Espanol, 1990
- Esperando El Milagro, 1992
- Argentino de America, 1992
- Seguro, 1992
- Paginas de Vida, Vol. 1–4  1994
- Evita Quien Quiera Oir Que Oiga, 1996
- Homenaje a Gardel Y Le Pera, 1997
- Nebbia Canta Cadicamo, 1997
- El Hombre Que Amaba A Todas Las Mujeres, 1997
- Celebracion, 2003
- La Noche del Colibri, 2004
- Tango & Nocturno, 2004
- Danza del Corazon, 2007
- El Jardin de La Esquina, 2007
- Peninsula Valdes mit Alfredo Lichter, 2007